# Synchaeta jollyae
Synchaeta jollyae är en hjuldjursart som beskrevs av Russell J.Shiel och Koste 1993. Synchaeta jollyae ingår i släktet Synchaeta och familjen Synchaetidae. Inga underarter finns listade i Catalogue of Life.